# Джон Дуран
Джон Хадер Дуран Паласіо (ісп. Jhon Jader Durán Palacio; нар. 13 грудня 2003, Медельїн, Колумбія) — колумбійський футболіст, нападник англійського клубу «Астон Вілла» та національної збірної Колумбії.

## Клубна кар'єра
Джон Дуран є вихованцем колумбійського клубу «Енвігадо». 13 лютого 2019 року він дебютував в основі у матчі на Кубок Колумбії. А у серпні зіграв перший матч у колумбійській Прімері.
На початку 2022 року Дуран перебрався до США. де приєднався до клубу МЛС «Чикаго Файр». Вартість контракту гравця сягнула близько 650 000 євро.
У січні 2023 Джон пройшов всі відповідні процедури з приводу працевлаштування у Великій Британії та медичний огляд і підписав контракт з клубом англійської Прем'єр-ліги «Астон Вілла». Сума трансферу колумбійця склала 14.75 мільойнів фунтів.

## Збірна
У 2017 році Джон Дуран взяв участь у юнацькі першості Південної Америки для гравців віком до 17-ти років.
З 2022 року залучається до національної збірної Колумбії.